# Анна Апостолакі
Анна Апостолакі (грец. Άννα Αποστολάκη, 1880—1958) — грецький археолог і куратор музею. Вона була першою грецькою жінкою, яка працювала професійним археологом і служила куратором, а потім директором Музею грецької народної творчості. Одна з перших жінок, яка здобула докторський ступінь, вона також була першою жінкою-членом Афінського археологічного товариства та першим членом Християнського археологічного товариства. Вона була експертом у стародавньому текстилі та вважала збереження стародавніх візерунків і грецьких традицій ткацтва засобом не лише підтримки жіночої традиційної праці, але й підтримкою грецького націоналізму у міжвоєнний період грецької історії.

## Ранні роки
Анна Апостолакі народилася у 1880 році в Маргарітесі, у провінції Ретімно, на острові Крит, який тоді був частиною Османської імперії, а нині Греції. Її батько походив з околиць Елевтерни. Регіональні повстання проти османського панування змусили її сім'ю втекти до Пірея, а потім до Афін. Вона навчалася в Арсакіоні, школі для дівчаток, яким керує «Товариство друзів освіти», у 1899 році закінчила її як вчитель – одна з небагатьох професій, доступних для жінок у 1899 році.

## Кар'єра
Апостолакі розпочала свою кар'єру вчителем, навчаючи інших студентів, а сама переслідувала власні освітні прагнення. У 1903 році вона вступила до Афінського університету за напрямком філософія. Одночасно вона почала працювати в Нумізматичному музеї Афін як помічник Іоанніса Свороноса, який став її наставником і допоміг розвинути відданість науковим дослідженням. Під керівництвом Свороноса вона стала першою жінкою, прийнятою до Афінського археологічного товариства у 1906 році, і, схоже, стала першою грецькою жінкою, яка професійно працювала археологом. У 1909 році вона стала однією з перших десяти жінок, які закінчили Афінський університет, і першою жінкою з Криту, яка здобула ступінь. Заголовки в жіночих газетах, таких як «Ледіс газетт», у яких Апостолакі була постійним автором, повідомляли про завершення Апостолакі свого докторського ступеня, проголошуючи, що «Жінки перемагають. Від учора грецький світ отримав нову жінку-доктора…». Того ж року вона стала першою жінкою, яка приєдналася до Грецького фольклорного товариства, засноване Ніколаосом Політісом, і почала читати лекції про народну культуру.
Потрясіння у першій половині XX століття та Перша світова війна поставили багато історичних місць під загрозу. Апостолакі, стурбована їхнім погіршенням і збереженням, приєдналася до Християнського археологічного товариства як один із його перших членів. Вона також була членом правління Ліцейського клубу грецьких жінок, заснованого у 1911 році грецькою феміністкою Каллірої Паррен на лекції про Кносський палац перед членами клубу того ж року. Продовжуючи викладання, вона взяла на себе додаткові обов'язки радника відділу національних костюмів. На цій посаді вона відповідала за поширення інформації про збереження національних звичаїв, що дозволяло їй налагодити контакти з такими людьми, як-от поет Георгіос Дроссініс й археолог Георгіос Куруніотіс, які також цікавилися збереженням культури. Подібні інтелектуали прагнули підвищити національну гордість, пов'язуючи сучасну культурну практику з давньогрецькою культурою, через оцінку та порівняння археологічних записів стародавніх, середньовічних і сучасних артефактів. Зокрема, Апостолакі (разом з іншими жінками зокрема Анджелікі Хаціміхалі, Елені Евклід і Люсія Зігомала) була зацікавлена в тому, щоб зробити участь жінок у житті суспільства більш помітною шляхом колекціонування та виставлення жіночих ремісничих виробів.
Жіночі клуби у тогочасній Греції організовували заможні жителі міст, які створювали регіональні школи для бідних верств населення та біженців. Частина цих шкіл була орієнтована на навчання дівчат ремеслу. Апостолакі брала участь у цих клубах і розвивала інтерес до різноманітних візерунків, які показували постійне використання художніх мотивів від візантійського періоду до наших днів. Вона працювала над проєктами з Ліцейним клубом, щоб зосередити увагу на грецькому внеску у ремесло та текстильне мистецтво, а також для уникнення віддзеркалення тенденцій у моді, яка замінила грецький дизайн іноземними елементами. Збираючи ткані вироби та мережива, вона допомогла організувати три виставки для Клубу у 1921, 1922 та 1924 роках.
Після закінчення Малоазійського походу Дроссініс, член правління Музею грецьких народної творчості, допоміг реорганізувати музей у Національний музей декоративного мистецтва. У 1923 році він найняв Апостолакі своїм помічником, зробивши її четвертою жінкою, яка приєдналася до Грецької археологічної служби. Спочатку вона почала свою роботу з ручного прання всіх тканин, видалення молі та каталогізації текстильної колекції, яка складалася з тканин IV—VII століття. Потім вона працювала над придбанням як сучасних, так і стародавніх археологічних артефактів, подорожуючи на мулах у віддалені села на Криті та в інші місця, щоб зібрати зразки вишивки, а також костюми. Апостолакі допомогла Ліцейському клубу підготувати виставку грецького текстилю в рамках зустрічі Малого союзу жінок 1925 року. У 1926 році її призначили куратором музею та організувала показ мінойського одягу, який носили молоді члени ліцею, для триденного культурного фестивалю, який того ж року організував клуб ліцею на стадіоні Панатінаїкос. У 1927 році Апостолакі організувала виставку для Ліцейського клубу; запрошення до потенційних учасників підкреслювалась важливість грецької тематики, але роботи могли бути вишивкою бісером, музичні інструменти, кераміку, дерев'яні артефакти та плетіння.
У 1932 році Апостолакі призначили директором Національного музею декоративно-ужиткового мистецтва та того ж року вийшов друком її каталог коптського текстилю, «Τα κοπτικά υφάσματα του εν Αθήναις Μουσείου Κοσμητικών Τεχνών» (Коптський текстиль Афінського музею грецьких народних ремесел), оцінка нерозривності техніки ткацтва від давніх часів до сучасних ткацьких процесів. Ця книга була одним із перших текстів про ткацтво, опублікованих на міжнародному рівні, і була єдиною на той час грецькою мовою. Її досвід у техніках фарбування, історії текстилю та ткацтві підштовхнув Антоніса Бенакіса, директора музею Бенакі, попросити її оцінити та опублікувати колекцію текстилю Бенакі. Аналіз колекції опублікували у 1937 році в столітньому номері «найважливішого археологічного журналу» в Греції «Archaiologiki Ephimeris». Під час Другої світової війни, щоб запобігти нацистським мародерствам, експонати Музею грецьких ремесел сховали у Національному археологічному музеї. У 1944 році в її будинку вчинили обшук і конфіскували її рукописи. Все, що залишилося від її праць, це три книги та одинадцять опублікованих статей, які містили аналіз перської та сасанідсько-перської народної творчості. Здобувши міжнародну репутацію, у 1950 році Томас Віттемор спонукав її написати есе про коптський текстиль «Κατοπριζομένη επί Υφάσματος» (Віддзеркалене в тканині) для Візантійського інституту Америки. У 1954 році вона залишила роботу в музеї, але продовжувала працювати над текстами про критську вишивку до самої смерті.

## Смерть і спадщина
Апостолакі померла влітку 1958 року. Її пам'ятають як одного з перших учених, які оцінили та класифікували історію грецького текстилю, а також як феміністку, яка працювала над освітою жінок і просуванням жіночих ремесел. У 2015 році Публічна бібліотека Ретімно спільно з Ліцейним клубом грецьких жінок і музеєм Бенакі провели семінар, присвячений Апостолакі та її роботі, одночасно виставивши деякі з них. Метою семінару було підвищити впізнаваність Апостолакі та зібрати кошти на публікацію її рукопису про критську вишивку.

## Вибрані твори

### Книги
- Τα κοπτικά υφάσματα του εν Αθήναις Μουσείου Κοσμητικών Τεχνών (Коптський текстиль у Музеї декоративного мистецтва в Афінах) (Афіни, 1932)
- Εικών του Αράτου επί υφάσματος (Зображення Аратоса на тканині) (Афіни, 1938)
- Κεντήματα μάλλινα 4ου–9ου αιώνος εξ αιγυπτιακών τάφων («Вовняна вишивка IV—IX століть з єгипетських гробниць») (Афіни, 1956)

### Статті
- «Διόνυσος Δενδρίτης» (« Діоніс з дерев»), Αρχαιολογική Εφηmmerίς, 1942/44, Τόμος 81–83, стор. 73–91 (1948)
- «Κατοπριζομένη επί Υφάσματος» («Віддзеркалене у тканині»), у коптських дослідженнях на честь Волтера Юїнга Крама (Бостон, 1950)

## Виноски
1. ↑  У джерелах вказують початок роботи 1923 рік (Флору 2016; Бунія 2017; Аллман 2021)[3][5][14] та 1924 рік (Хацидакіс 1959; Ніколаїдоу та Коккінаїдоу 2005; Ладія 2015),[4][15][7], Ніколаїдоу та Коккінаїдоу вказують 1922 рік, як рік приєднання до Грецької археологічної служби[16]. Оскільки ні в яких джерелах не згадується про археологічну чи музейну роботу, її членство починає відлік від початку роботи в Національному музеї декоративно-ужиткового мистецтва. Для останнього, використали джерело Бунія 2017 року, оскільки у ньому цитується оригінальний архівний документ.[17]